# Rivière Rouge (rivière Ouareau)
Pour les articles homonymes, voir Rouge River.
La rivière Rouge est un affluent de la rivière Ouareau, coulant dans la région administrative de Lanaudière, dans la province de Québec, au Canada.
- MRC de Matawinie : municipalités de Chertsey, Saint-Alphonse-Rodriguez et Rawdon ;
- MRC de Montcalm : Saint-Liguori ;
- MRC de Joliette : municipalité de Saint-Ambroise-de-Kildare et Crabtree.

Le cours de la rivière passe du côté sud du village de Rawdon.
La surface de la rivière Rouge est généralement gelée de la mi-décembre à la mi-mars, sauf dans les zones de rapides; néanmoins, la circulation sécuritaire sur la glace se fait de la fin décembre au début mars.

## Géographie
La rivière Rouge prend sa source à l'embouchure du lac Couture (longueur : 0,8 km ; altitude : 281 m), épousant la forme d'un champignon et situé dans la partie nord-est de Chertsey. L'embouchure de ce lac est situé à 12,1 km à l'ouest du centre du village de Sainte-Béatrix, à 14,6 km au nord du centre du village de Rawdon, à 6,5 km à l'est de la rivière Ouareau.
À partir de l'embouchure du lac Couture, la rivière Rouge coule sur 56,5 km, avec une dénivellation de 253 m, selon les segments suivants:
Cours supérieur de la rivière Rouge (segment de 24,6 km)
- 1,2 km vers le sud-est, jusqu'à la limite de Saint-Alphonse-Rodriguez ;
- 1,0 km vers le nord dans Saint-Alphonse-Rodriguez, jusqu'à la décharge du lac Gareau (venant du nord) ;
- 2,8 km vers le nord-est, jusqu'à l'extrémité Nord du lac Gareau ;
- 2,8 km vers le sud, en traversant successivement le lac Joly, le lac de la Fromantière (longueur : 1,5 km ; altitude : 221 km) et le lac Dontigny (longueur : 1,3 km ; altitude : 221 km), jusqu'au barrage au sud de ce dernier ;
- 2,5 km vers le sud, jusqu'à la décharge du lac Morgan (venant de l'ouest) ;
- 0,8 km vers le sud-est, en longeant la limite entre Saint-Alphonse-Rodriguez et Chertsey, jusqu'à la décharge du lac Marchand (venant de l'Est) ;
- 3,6 km vers le sud dans Chertsey, jusqu'au pont de la route forestière ;
- 7,7 km vers le sud, jusqu'à la rive nord du lac Rawdon ;
- 2,2 km vers le sud, en traversant le lac Rawdon (longueur: 2,9 km; altitude: 155 m) sur sa pleine longueur, jusqu'au barrage à son embouchure. Note: Le lac Rawdon épouse la forme de la lettre L dont le pied est orienté vers l'est; ce lac est situé au village de Rawdon;

Cours intermédiaire de la rivière Rouge (segment de 31,9 km)
À partir de l'embouchure du lac Rawdon, la rivière Rouge coule sur:
- 2,6 km vers l'est en passant au nord du village, en formant un crochet vers le sud, puis un grand S, jusqu'au pont de la route 348 (chemin de Kildare);
- 8,2 km (ou 2,9 km en ligne directe) vers l'est, d'abord en formant une boucle vers le nord, puis deux boucles vers le sud, en recueillant la décharge (venant du sud-ouest) du lac Joe qui est situé au milieu d'un terrain de camping, et en serpentant  jusqu'à couper le chemin Nadeau, jusqu'à la confluence de la rivière Blanche (venant du nord-ouest);
- 6,8 km (ou 4,1 km en ligne directe) vers l'est, en coupant le chemin Lane, le chemin du 5e rang/chemin Wilfrid et le chemin du 4e Rang, et en serpentant jusqu'à la limite de Saint-Ambroise-de-Kildare;
- 1,1 km (ou 0,5 km en ligne directe) vers le sud-est, en serpentant jusqu'à la limite de Chertsey;
- 2,1 km (ou 1,5 km en ligne directe) vers le sud-est dans Chertsey, en serpentant jusqu'au pont de la route 346 (rue Héroux-Rang Double);
- 5,5 km (ou 2,3 km en ligne directe) vers le sud-est, en recueillant les eaux du Le Grand Ruisseau (rivière Rouge) (venant du nord) et en serpentant jusqu'à la limite de Crabtree;
- 5,6 km (ou 4,4 km en ligne directe) vers le sud-est dans Crabtree, en coupant le chemin Saint-Jacques et la route 158 en fin de segment et en serpentant jusqu'à la confluence de la rivière[2].

La rivière Rouge se déverse sur la rive nord de la rivière Ouareau laquelle descend vers le sud-est jusqu'à la rive nord de la rivière L'Assomption. Cette confluence est située à:
- 17,0 km au nord-ouest du fleuve Saint-Laurent;
- 1,2 km au nord du pont de Crabtree enjambant la rivière Ouareau;
- 5,9 km au sud-est du centre-ville de Joliette.

## Toponymie
Le toponyme rivière Rouge a été officialisé le 5 décembre 1968 à la Commission de toponymie du Québec.